# Varl
Varl je priimek več znanih Slovencev:
- Bojan Varl (1920—2002), zdravnik internist in organizator nuklearne medicine
- Breda Varl (*1949), lutkarica
- Dejan Varl (*1973), hokejist
- Francka Varl-Purkeljc (1919—2001), slovenistka, literarna leksikografka, športna delavka
- Ivan (Janez) Varl (1923—1979), slikar in umetniški fotograf
- Janez Varl (1919—1977), farmacevt, turistični delavec?
- Jurij Varl (1812—1874), rimskokatoliški duhovnik, pesnik in pripovednik
- Maruša Varl (*1988?), dr. prava, odvetnica
- Matija Varl, mag., glasbeni pedagog, organizator ljubiteljske kulture
- Peter Varl (1930—2015), agronom, strokovnjak za ribištvo in ribogojstvo
- Petra Varl (-Simončič) (*1965), grafičarka, slikarka, ilustratorka, prostorske postavitve (prof. PEF UM)
- Tanja Varl Turk, dr. med.
- Tine Varl (1940–2025), lutkar in kulturni delavec
- Tom Varl (*1998), skladatelj, dirigent
- Valentina (Bevc) Varl, dr. muzealka/kustosinja (Mb)